# 예원학교
예원학교(Yewonschool)는 대한민국 서울특별시 중구 정동에 있는 중학교 과정의 예술계 각종 학교이다.

## 연혁
- 1967년 3월 2일 : 개교

## 전공
- 무용 : 발레, 한국무용
- 미술 : 미술
- 음악 : 성악, 피아노, 작곡, 바이올린, 비올라, 첼로, 콘트라베이스, 하프, 기타, 플루트, 클라리넷, 오보에, 바순, 호른, 트럼펫, 트롬본, 튜바, 타악기

## 모집 인원
| 모집 학부 | 세부 전공                            | 모집 인원 | 계    |
| --------- | ------------------------------------ | --------- | ----- |
| 미술부    | 미술                                 | 100명     | 100명 |
| 무용부    | 한국무용 • 발레                      | 40명      | 40명  |
| 음악부    | 피아노 • 작곡                        | 56명      | 160명 |
| 음악부    | 바이올린 • 비올라                    | 43명      | 160명 |
| 음악부    | 첼로 • 더블베이스                    | 18명      | 160명 |
| 음악부    | 하프 • 플루트 • 오보에 • 클라리넷 등 | 26명      | 160명 |
| 음악부    | 성악                                 | 17명      | 160명 |

## 학생 남녀 성비
| 성별 | 비율 | 비고 |
| ---- | ---- | ---- |
| 여자 | 86%  |      |
| 남자 | 14%  |      |